# 設楽町立名倉小学校
設楽町立名倉小学校（したらちょうりつ なぐらしょうがっこう）は愛知県北設楽郡設楽町東納庫にある公立の小学校。

## 概要
- 東納庫、西納庫が校区であり、公立中学校に進学する場合は設楽町立設楽中学校に進学する。

## 沿革
- 1873年（明治6年） -
  - 大平村に太平学校が開校。宇連村、久原村、大桑村、寺脇村、大久保村、万場村、猪之沢村、湯谷村、松本村、社脇村、市ノ瀬村、大平村、神子谷下村の児童が通学する。
  - 清水村に清水学校が開校。清水村、川口村、貝津田村の児童が通学する。
- 1878年（明治11年） -  清水村、川口村、貝津田村、湯谷村、久原村、松本村、寺脇村、神子谷下村、市ノ瀬村、社脇村、万場村、猪之沢村、大久保村、大桑村、大平村、宇連村が合併し、納庫村となる。
- 1885年（明治17年） - 納庫村が東納庫村（久原・松本・寺脇・神子谷下・市ノ瀬・社脇・万場・猪之沢・大久保・大桑・大平・宇連）と西納庫村（清水・川口・貝津田・湯谷）に分立する。
- 1887年（明治20年） - 太平学校と清水学校を統合し、尋常小学名倉学校となる。
- 1889年（明治22年）10月1日 - 東納庫村と西納庫村が合併し、名倉村となる。
- 1890年（明治23年）10月1日 - 名倉村、大名倉村、川向村が合併し、名倉村となる。
- 1892年（明治25年） - 高等科を設置し、名倉尋常高等小学校に改称する。
- 1904年（明治37年） - 現在地に校舎を新築し、移転する。
- 1941年（昭和16年）4月1日 - 名倉国民学校に改称する。
- 1947年（昭和22年）4月1日 - 名倉村立名倉小学校に改称する。
- 1948年（昭和23年）4月 - 西納庫に清水分校、駒ヶ原に駒ヶ原分校[注釈 1]を設置する。
- 1953年（昭和28年）1月 - 駒ヶ原分校を新築する。
- 1956年（昭和31年）9月30日 - 田口町、段嶺村、名倉村、振草村の一部が合併し、設楽町が発足する。同時に設楽町立名倉小学校に改称する。
- 1962年（昭和37年） - 新校舎（鉄筋コンクリート造）が完成する。
- 1964年（昭和39年）3月 - 清水分校を廃止する。
- 1978年（昭和53年）4月 - 駒ヶ原分校が休校となる。
- 1982年（昭和57年）4月 - 駒ヶ原分校を廃止する。

## 交通アクセス
- おでかけ北設稲武線「名倉小学校前」バス停より徒歩3分。